# Hyginus Gromaticus
Hyginus Gromaticus (koniec I wieku n.e.) – inżynier wojskowy w służbie rzymskiego cesarza Domicjana. Znany jako autor częściowo zachowanych dzieł na temat urządzania obozów wojskowych, jak również pomiarów geodezyjnych.